# تل گزک
تل گزک مربوط به سده‌های میانه و متاخر دوران‌های تاریخی پس از اسلام است و در شهرستان بیضا، بخش بیضا، دهستان بانش، حاشیه شمال شرق روستای گزک واقع شده و این اثر در تاریخ ۱۸ شهریور ۱۳۸۷ با شمارهٔ ثبت ۲۳۳۸۲ به‌عنوان یکی از آثار ملی ایران به ثبت رسیده است.